# Хајде да будемо пандури
Хајде да будемо пандури (енгл. Let's Be Cops) америчка је акциона филмска комедија из 2014. године у режији Лука Гринфилда. Џејк Џонсон и Дејмон Вејанс Млађи глуме два пријатеља који се претварају да су полицајци у Лос Анђелесу.
Приказан је 13. августа 2014. године у САД, 23. октобра у Србији. Упркос негативним рецензијама критичара, оставио је комерцијални успех зарадивши више од 138 милиона долара, наспрам буџета од 17 милиона долара.

## Радња
Два најбоља пријатеља одлучују да се костимирају у полицајце на маскенбал-журци која је организована у њиховом комшилуку. Одједном постају сензација, те схватају да им те улоге савршено одговарају и у стварности и настављају да воде животе костимирани у полицајце. Међутим, када ови новопечени „хероји” схвате да такав живот није нимало лак и одједном буду окружени криминалцима, гангстерима и корумпираним детективима, схватају да ће морати своје полицијске значке да оставе мало по страни.

## Улоге
| Глумац              | Улога            |
| ------------------- | ---------------- |
| Џејк Џонсон         | Рајан О’Мали     |
| Дејмон Вејанс Млађи | Џастин Милер     |
| Роб Ригл            | полицајац Сигарс |
| Нина Добрев         | Џози             |
| Џејмс Д’Арси        | Моси Касик       |
| Енди Гарсија        | детектив Бролин  |
| Киган-Мајкл Ки      | Пупа             |
| Џон Лажоа           | Тод Конорс       |
| Том Мардиросијан    | Џорџи            |
| Наташа Легеро       | Ени              |
| Џеф Чејс            | Лејка            |